# Yaiza
Yaiza (municipality) település Spanyolországban, Las Palmas tartományban. Yaiza Tinajo és Tías községekkel határos. Lakosainak száma 18 113 fő (2024).

## Népesség
A település népessége az elmúlt években az alábbi módon változott:
| Lakosok száma | 6358 | 8130 | 10 894 | 13 941 | 15 131 | 15 068 | 16 257 | 16 571 | 16 924 | 18 113 |
|               | 2001 | 2004 | 2007   | 2009   | 2012   | 2014   | 2017   | 2019   | 2022   | 2024   |